# Gull Natorp
Alma Gunilla (Gull) Maria Natorp, född Ericsson den 10 januari 1880 i Jakobs församling i Stockholm, död 30 april 1962 i Engelbrekts församling i Stockholm, var en svensk skådespelare. 

## Biografi
Gull Natorp scendebuterade 1905 hos Albert Ranft. Efter teaterstudier 1904–1905 och diverse engagemang bland annat hos Uno Brander och Mauritz Stiller vid nystartade Lilla teatern i Stockholm 1910–1913, var hon med avbrott för säsongen 1931–1932 hos Gösta Ekman och en turné hösten 1933 med Dramatiska teatern, anställd vid Blancheteatern 1917-1936. Från 1936 arbetade hon vid olika teatrar, främst i Stockholm bland annat Stadsteatern och Oscarsteatern, men även i Göteborg och arbetade även för Radioteatern.
Natorp filmdebuterade 1913 i Mauritz Stillers Mannekängen och kom att medverka i drygt 80 filmer. Gull Natorp kunde ses i många biroller på svensk film under 1930- och 1940-talen, med sitt levande kroppsspråk och sin utmärkande röst. Hon utmärker sig för rollen som Grevinnan Löwencreutz i Kungen kommer från 1936, och som den hunsade hemmafrun Lovise Granlund född Riddarsporre i Fram för lilla Märta från 1945. Hon medverkade även i Familjen Björck från 1940, i rollen som den intrigerande Tant Inga, och som tjänstepigan Malla i Ingmar Bergmans film Sommarnattens leende (1955). 
Natorp var från 1913 gift med skådespelaren Arthur Natorp. De är begravda på Norra begravningsplatsen utanför Stockholm.

## Filmografi i urval
- 1913 – Mannekängen
- 1914 – Skottet
- 1915 – Skomakare, bliv vid din läst
- 1915 – Hans hustrus förflutna
- 1915 – Hans bröllopsnatt
- 1915 – En av de många
- 1920 – Erotikon
- 1921 – En vildfågel
- 1921 – En lyckoriddare
- 1922 – Thomas Graals myndling
- 1925 – Kalle Utter
- 1927 – En perfekt gentleman
- 1930 – Fridas visor
- 1931 – Markurells i Wadköping
- 1933 – Vad veta väl männen?
- 1934 – En stilla flirt
- 1935 – Kärlek efter noter
- 1936 – Kungen kommer
- 1937 – Pappas pojke
- 1938 – Sockerskrinet
- 1938 – Du gamla du fria
- 1939 – Oss baroner emellan
- 1940 – Snurriga familjen
- 1940 – Karl för sin hatt
- 1940 – Familjen Björck
- 1941 – Så tuktas en äkta man
- 1941 – Lärarinna på vift
- 1941 – Nygifta
- 1941 – Hem från Babylon
- 1941 – Den ljusnande framtid
- 1942 – Rospiggar
- 1942 – Gula kliniken
- 1942 – En äventyrare
- 1943 – Ombyte av tåg
- 1943 – Flickan är ett fynd
- 1943 – Lille Napoleon
- 1943 – En flicka för mej
- 1943 – Livet på landet
- 1943 – I mörkaste Småland
- 1943 – På liv och död
- 1943 – I dag gifter sig min man
- 1944 – Flickan och Djävulen
- 1944 – Prins Gustaf
- 1944 – Skeppar Jansson
- 1945 – Rattens musketörer
- 1945 – Fram för lilla Märta
- 1945 – 13 stolar
- 1946 – Saltstänk och krutgubbar
- 1946 – Kristin kommenderar
- 1946 – Iris och löjtnantshjärta
- 1947 – Den långa vägen
- 1947 – Dynamit
- 1947 – Brott i sol
- 1947 – Får jag lov, magistern!
- 1947 – En fluga gör ingen sommar
- 1947 – Tösen från Stormyrtorpet
- 1948 – Var sin väg
- 1948 – Robinson i Roslagen
- 1948 – Kärlek, solsken och sång
- 1948 – En svensk tiger
- 1949 – Hin och smålänningen
- 1949 – Svenske ryttaren
- 1949 – Skolka skolan
- 1950 – Frökens första barn
- 1950 – Fästmö uthyres
- 1950 – Den vita katten
- 1951 – Dårskapens hus
- 1952 – En fästman i taget
- 1952 – Eldfågeln
- 1953 – Flickan från Backafall
- 1953 – Kungen av Dalarna
- 1953 – Skuggan
- 1953 – Dansa min docka
- 1954 – Skattefria Andersson
- 1954 – Gud Fader och tattaren
- 1955 – Hoppsan!
- 1955 – Giftas
- 1955 – Leka med elden
- 1955 – Stampen
- 1955 – Sommarnattens leende
- 1956 – Främlingen från skyn
- 1956 – Sceningång

## Teater

### Roller (ej komplett)
| År   | Roll                        | Produktion                                                                     | Regi                             | Teater                                  |
| ---- | --------------------------- | ------------------------------------------------------------------------------ | -------------------------------- | --------------------------------------- |
| 1911 | Eva Schack                  | Äkta makar Peter Egge                                                          | Mauritz Stiller                  | Lilla teatern                           |
| 1911 | Ella Sarkany                | Försvarsadvokaten Ferenc Molnár                                                | Mauritz Stiller                  | Lilla teatern                           |
| 1911 | Anisja                      | Mörkrets makt Leo Tolstoj                                                      | Mauritz Stiller                  | Lilla teatern                           |
| 1912 | Baronessan                  | Miss Williams from New York Gustav Wied och Jens Petersen                      | Mauritz Stiller                  | Lilla teatern                           |
| 1912 | Sonhustrun                  | Leka med elden August Strindberg                                               |                                  | Lilla teatern                           |
| 1914 | Fru Ripoulet                | Hon – eller ingen (Une affaire scandaleuse) Paul Gavault och Maurice Ordonneau | Knut Nyblom                      | Vasateatern                             |
| 1921 | Fru Aubry                   | Kammarfrun Félix Gandéra                                                       | Ernst Eklund                     | Blancheteatern                          |
| 1922 | Grevinnan Geschwitz         | Lulu Frank Wedekind                                                            | Maria Orska                      | Blancheteatern                          |
| 1923 | Lady Elizabeth Pennybooke   | Eliza stannar Henry V. Esmond                                                  | Gösta Ekman                      | Djurgårdsteatern                        |
| 1924 | Fru Hunter                  | Reggies bröllop Edward Salisbury Field                                         | Ernst Eklund                     | Blancheteatern                          |
| 1924 |                             | Det gick en ängel Jacques Bousquet och Henri Falk                              | Tollie Zellman                   | Komediteatern                           |
| 1924 | Adèle                       | Portiern på Maxim Yves Mirande, Gustave Quinson och Henri Geroule              | Ernst Eklund                     | Blancheteatern                          |
| 1924 | Fru Marsay                  | Fördraget i Auteuil Louis Verneuil                                             | Einar Fröberg                    | Blancheteatern                          |
| 1925 | Eve Lefèvre                 | Mannens revben W. Somerset Maugham                                             | Erik Berglund                    | Blancheteatern                          |
| 1925 | Adèle                       | Portiern på Maxim Yves Mirande, Gustave Quinson och Henri Geroule              | Ernst Eklund                     | Blancheteatern                          |
| 1926 | Clemence Borge              | I skolan igen André Birabeau                                                   | Mathias Taube                    | Blancheteatern                          |
| 1926 | Fru Lormeau                 | Chou-Chou Jacques Bousqeet och Alexandre Madis                                 | Einar Fröberg                    | Blancheteatern                          |
| 1927 | Fru Vizenet, modehandlerska | Buketten André Birabeau och Georges Dolley                                     | Erik Berglund                    | Komediteatern                           |
| 1927 | Flo-Flo                     | Skrämda katter Margaret Mayo och Aubrey Kennedy                                | Erik Berglund                    | Djurgårdsteatern                        |
| 1927 | Mrs Lamar                   | Guldgrävare Avery Hopwood                                                      | Ernst Eklund                     | Djurgårdsteatern                        |
| 1927 | Mrs Hanbury                 | Livets gång Clemence Dane                                                      | Harry Roeck-Hansen               | Blancheteatern                          |
| 1928 |                             | Domprosten Bomander Mikael Lybeck                                              | Harry Roeck-Hansen               | Blancheteatern                          |
| 1928 | Margaret Heal               | Fanatiker Miles Malleson                                                       | Harry Roeck-Hansen               | Blancheteatern                          |
| 1928 | Mrs Edgar Rice              | Mary Dugans process Bayard Veiller                                             | Harry Roeck-Hansen               | Blancheteatern                          |
| 1929 | Florrie Sands               | Såna barn Maxwell Anderson                                                     | Erik Berglund                    | Blancheteatern                          |
| 1929 | Ida                         | Maya Simon Gantillon                                                           | Harry Roeck-Hansen               | Blancheteatern                          |
| 1929 | Angela Worthing             | Hotell Pompadour Walter Hackett                                                | Harry Roeck-Hansen               | Blancheteatern                          |
| 1929 | M:me Riquette Dumond        | Så förtjusande människor Michael Arlen                                         | Einar Fröberg                    | Blancheteatern                          |
| 1929 | Mrs Joyce                   | Brevet W. Somerset Maugham                                                     | Harry Roeck-Hansen               | Blancheteatern                          |
| 1929 | Miss Elizabeth Tweedie      | Cocktails Leslie Howard                                                        | Harry Roeck-Hansen               | Blancheteatern                          |
| 1930 | La Vicelli                  | Ett dubbelliv Henri-René Lenormand                                             | Harry Roeck-Hansen               | Blancheteatern                          |
| 1930 | Miss Wayland                | Den heliga lågan W. Somerset Maugham                                           | Harry Roeck-Hansen               | Blancheteatern                          |
| 1930 | Mrs Patricia Wislack        | En man till påseende Frederick Lonsdale                                        | Per-Axel Branner                 | Blancheteatern                          |
| 1930 | Emilie Holk                 | Storken Thit Jensen                                                            | Harry Roeck Hansen               | Blancheteatern                          |
| 1931 | Amelie                      | Moderskärlek August Strindberg                                                 | Harry Roeck-Hansen               | Blancheteatern                          |
| 1931 | Tanja                       | Trångt om saligheten Valentin Katajev                                          | Harry Roeck-Hansen               | Blancheteatern                          |
| 1931 | Grevinnan de Chatelux       | Lidelser August Villeroy                                                       | Sture Baude                      | Blancheteatern                          |
| 1931 | Madame Joséphine            | Madame ordnar allt M. Aubergson                                                | Harry Roeck-Hansen               | Blancheteatern                          |
| 1931 | Gatdamen                    | Skomakarkaptenen i Köpenick Carl Zuckmayer                                     | Per Lindberg                     | Vasateatern                             |
| 1931 | Winifried Mansfield         | Mammas förflutna Paul Osborn                                                   | Tollie Zellman                   | Vasateatern                             |
| 1932 |                             | Frihetsligan Jules Romains                                                     | Per Lindberg                     | Vasateatern                             |
| 1932 | Mrs Ray                     | Till Hollywood George S. Kaufman och Marc Connelly                             | Gösta Ekman                      | Vasateatern                             |
| 1934 | Louise                      | Oväder August Strindberg                                                       | Alf Sjöberg                      | Dramaten                                |
| 1934 | Fräulein von Kesten         | Flickor i uniform Christa Winsloe                                              | Harry Roeck Hansen               | Blancheteatern                          |
| 1935 | Sarah Carleton              | Processen Bennet Edward Wooll                                                  | Harry Roeck-Hansen               | Blancheteatern                          |
| 1935 | Mrs Wilson                  | Familjen Cantrell Louis de Geer                                                | Ester Roeck-Hansen               | Blancheteatern                          |
| 1935 | Mrs Vera Harrison           | Bizarr musik Rodney Ackland                                                    | Harry Roeck-Hansen               | Blancheteatern                          |
| 1935 | Grace Torrence              | Han, hon och han Noël Coward                                                   | Ragnar Arvedson                  | Blancheteatern                          |
| 1935 | Agda                        | Härmed hava vi nöjet, revy Kar de Mumma, Karl-Ewert och Alf Henrikson          | Harry Roeck-Hansen               | Blancheteatern                          |
| 1935 | Hanna Lindley               | Livets gyllene ögonblick Keith Winters                                         | Harry Roeck-Hansen               | Blancheteatern                          |
| 1936 | Nellie Rimplegar            | Bättre mans barn Gertrude Friedberg                                            | Harry Roeck-Hansen               | Blancheteatern flyttad till Vasateatern |
| 1936 | Mrs Terrence                | Måste Emlyn Williams                                                           | Arthur Natorp                    | Blancheteatern                          |
| 1936 | Amman                       | Han som ville bli bedragen Fernand Crommelynck                                 | Per Lindberg                     | Vasateatern                             |
| 1936 | Modern                      | Melodien som kom bort Kjeld Abell                                              | Per Lindberg                     | Vasateatern                             |
| 1936 | Pearson                     | Getingboet G.S. Donisthorpe                                                    | Harry Roeck-Hansen               | Blancheteatern                          |
| 1936 | Fru Mortar                  | De oskyldiga Lillian Hellman                                                   | Harry Roeck-Hansen               | Blancheteatern                          |
| 1936 | Hennes nåd fru Wang         | En dotter av Kina Hsiung Shih-i                                                | Johan Falck                      | Blancheteatern                          |
| 1938 | Alice                       | George and Margaret Gerald Savory                                              | Edvin Adolphson                  | Oscarsteatern                           |
| 1942 |                             | Kvinnan väntar Artur Lundkvist                                                 | Anna Norrie och Sandro Malmquist | Folkan                                  |
| 1943 | Martha Brewster             | Arsenik och gamla spetsar Joseph Kesselring                                    | Torsten Hammarén                 | Oscarsteatern                           |
| 1944 | Cora Swanson                | Det ljusnar vid 7-tiden Paul Osborn                                            | Harry Roeck-Hansen               | Blancheteatern                          |
| 1944 | Martha Brewster             | Arsenik och gamla spetsar Joseph Kesselring                                    | Hasse Ekman                      | Oscarsteatern                           |
| 1944 | Grace Macomber              | Det evigt manliga Philip Barry                                                 | Harry Roeck-Hansen               | Blancheteatern                          |
| 1944 | Venture                     | Den obetvingade segern Maxwell Anderson                                        | Sam Besekow                      | Blancheteatern                          |
| 1944 | Miss Elizabeth Tweedie      | Cocktails Leslie Howard                                                        | Rudolf Wendbladh                 | Blancheteatern                          |
| 1945 | Lady Bracknell              | Bunbury Oscar Wilde                                                            | Harry Roeck-Hansen               | Blancheteatern                          |
| 1946 | Amanda Wingfield            | Glasmenageriet Tennessee Williams                                              | Per Knutzon                      | Malmö stadsteater                       |
| 1947 | Hertiginnan av Berwick      | Solfjädern Oscar Wilde                                                         | Martha Lundholm                  | Vasateatern                             |
| 1948 | Fröken Skate                | Kärlekens komedi Henrik Ibsen                                                  | Martha Lundholm                  | Vasateatern                             |
| 1949 | Magdelone                   | Maskerad Ludvig Holberg                                                        | Gunnar Skoglund                  | Vasateatern                             |
| 1949 | Julie Bille en Bois         | Inte för er, mina damer Sacha Guitry                                           | Martha Lundholm                  | Vasateatern                             |
| 1949 | Veta Louise Simmons         | Harvey Mary Chase                                                              | Martha Lundholm                  | Vasateatern                             |
| 1950 | En uttråkad dam             | Dafne James Bridie                                                             | Ernst Eklund                     | Vasateatern                             |
| 1950 | Jeanne                      | Ungkarlsmamman Marc-Gilbert Sauvajan och Fred Jackson                          | Martha Lundholm                  | Vasateatern                             |
| 1951 | Miss Ulmer                  | Skaffa mig en våning Doris Frankel                                             | Per Gerhard                      | Vasateatern                             |
| 1951 | Julie Bille en Bois         | Inte för er, mina damer Sacha Guitry                                           | Martha Lundholm                  | Vasateatern                             |
| 1952 | Madame Alvarez              | Gigi Anita Loos                                                                | Per-Axel Branner                 | Nya Teatern                             |
| 1955 | Flora Van Huysen            | Äktenskapsmäklerskan Thornton Wilder                                           | Per Gerhard                      | Vasateatern                             |

## Radioteater
| År   | Roll         | Produktion                                        | Regi        |
| ---- | ------------ | ------------------------------------------------- | ----------- |
| 1951 | Fru Lidström | Hillman & Son: Oskrivet blad Folke Mellvig        | Lars Madsén |
| 1953 | Fru Heiner   | Hillmans detektivbyrå: Vattengraven Folke Mellvig | Lars Madsén |

### Fotnoter
1. ↑  Natorp, Gulll i Svenska män och kvinnor (1949)
2. ↑  Hitta graven
3. ↑  SvenskaGravar
4. ↑  Bo Bergman (16 februari 1911). ”Lilla teatern gör en god debut”. Dagens Nyheter:  s. 1. http://arkivet.dn.se/tidning/1911-02-16/14647/1. Läst 6 mars 2017.
5. ↑  Bo Bergman (8 oktober 1911). ”Teater, konst, litteratur”. Dagens Nyheter:  s. 8. http://arkivet.dn.se/tidning/1911-10-08/14875/8. Läst 6 mars 2017.
6. ↑  Bo Bergman (15 november 1911). ”Lilla teatern: 'Mörkrets makt'”. Dagens Nyheter:  s. 6. http://arkivet.dn.se/tidning/1911-11-15/14913/6. Läst 6 mars 2017.
7. ↑  Bo Bergman (12 januari 1912). ”Lilla teaterns premiär af 'Miss Williams from Newyork'”. Dagens Nyheter:  s. 7. http://arkivet.dn.se/tidning/1912-01-12/14967/7. Läst 7 mars 2017.
8. ↑  ”August Strindbergs dag”. Dagens Nyheter:  s. 7. 20 januari 1912. http://arkivet.dn.se/tidning/1912-01-20/14975/7. Läst 7 mars 2017.
9. ↑  ”Hon eller ingen”. Musikverket. https://calmview.musikverk.se/CalmView/Record.aspx?src=CalmView.Performance&id=PERF14378&pos=335. Läst 12 maj 2024.
10. ↑  ”Kammarfrun”. Musikverket. http://calmview.musikverk.se/CalmView/Record.aspx?src=CalmView.Performance&id=PERF22152&pos=6. Läst 4 april 2016.
11. ↑  ”Lulu”. Musikverket. http://calmview.musikverk.se/CalmView/Record.aspx?src=CalmView.Performance&id=PERF22052&pos=11. Läst 4 april  2016.
12. ↑  ”Teater och Musik”. Dagens Nyheter:  s. 6. 11 augusti 1923. http://arkivet.dn.se/arkivet/tidning/1923-08-11/215/6. Läst 26 juli 2015.
13. ↑  ”Teater, konst, litteratur”. Dagens Nyheter:  s. 12. 17 maj 1924. http://arkivet.dn.se/arkivet/tidning/1924-05-17/134/12. Läst 27 juli 2015.
14. ↑  ”'Det gick en ängel' på Komediteatern”. Dagens Nyheter:  s. 7. 27 juni 1924. http://arkivet.dn.se/arkivet/tidning/1924-06-27/172/7. Läst 27 juli 2015.
15. 1 2  ”Portiern på Maxim”. Musikverket. http://calmview.musikverk.se/CalmView/Record.aspx?src=CalmView.Performance&id=PERF22164&pos=23. Läst 5 april 2016.
16. ↑  ”Teater och Musik”. Dagens Nyheter:  s. 9. 12 juli 1924. http://arkivet.dn.se/arkivet/tidning/1924-10-21/288/9. Läst 28 juli 2015.
17. ↑  ”Teater och Musik”. Dagens Nyheter:  s. 8. 12 oktober 1925. http://arkivet.dn.se/arkivet/tidning/1925-10-12/277/8. Läst 6 april 2016.
18. ↑  ”Teater och Musik”. Dagens Nyheter:  s. 12. 9 april 1926. http://arkivet.dn.se/arkivet/tidning/1926-04-09/94/12. Läst 2 augusti 2015.
19. ↑  ”Chou-Chou”. Musikverket. http://calmview.musikverk.se/CalmView/Record.aspx?src=CalmView.Performance&id=PERF22172&pos=35. Läst 6 april 2016.
20. ↑  ”Teater och Musik”. Dagens Nyheter:  s. 8. 5 februari 1927. http://arkivet.dn.se/arkivet/tidning/1927-02-05/34/8. Läst 5 januari 2016.
21. ↑  ”Teater och Musik”. Dagens Nyheter:  s. 11. 5 maj 1927. http://arkivet.dn.se/arkivet/tidning/1927-05-05/120/11. Läst 5 januari 2016.
22. ↑  ”Teater och Musik”. Dagens Nyheter:  s. 7. 16 juni 1927. http://arkivet.dn.se/arkivet/tidning/1927-06-16/160/7. Läst 6 januari 2016.
23. ↑  ”Livets gång”. Musikverket. http://calmview.musikverk.se/CalmView/Record.aspx?src=CalmView.Performance&id=PERF22186&pos=39. Läst 7 april 2016.
24. ↑  ”Scen och Film: Blancheteatern kl. halv 4 i dag”. Dagens Nyheter:  s. 12. 14 april 1928. http://arkivet.dn.se/arkivet/tidning/1928-04-14/101/12. Läst 7 april 2016.
25. ↑  ”Fanatiker”. Musikverket. http://calmview.musikverk.se/CalmView/Record.aspx?src=CalmView.Performance&id=PERF22058&pos=41. Läst 7 april 2016.
26. ↑  ”Mary Dugans process”. Musikverket. http://calmview.musikverk.se/CalmView/Record.aspx?src=CalmView.Performance&id=PERF22189&pos=43. Läst 7 april 2016.
27. ↑  ”Såna barn...”. Musikverket. http://calmview.musikverk.se/CalmView/Record.aspx?src=CalmView.Performance&id=PERF22190&pos=44. Läst 7 april 2016.
28. ↑  ”Scen och Film”. Dagens Nyheter:  s. 9. 19 mars 1929. http://arkivet.dn.se/arkivet/tidning/1929-03-19/77/9. Läst 7 april 2016.
29. ↑  ”Hotell Pompadour”. Musikverket. http://calmview.musikverk.se/CalmView/Record.aspx?src=CalmView.Performance&id=PERF22192&pos=46. Läst 7 april 2016.
30. 1 2  ”Så förtjusande människor”. Musikverket. http://calmview.musikverk.se/CalmView/Record.aspx?src=CalmView.Performance&id=PERF22106&pos=47. Läst 7 april 2016.
31. ↑  ”Scen och Film”. Dagens Nyheter:  s. 13. 29 november 1929. http://arkivet.dn.se/arkivet/tidning/1929-11-29/326/13. Läst 7 april 2016.
32. ↑  ”Ett dubbelliv”. Musikverket. http://calmview.musikverk.se/CalmView/Record.aspx?src=CalmView.Performance&id=PERF22109&pos=50. Läst 8 april 2016.
33. ↑  ”Den heliga lågan”. Musikverket. http://calmview.musikverk.se/CalmView/Record.aspx?src=CalmView.Performance&id=PERF22110&pos=51. Läst 8 april 2016.
34. ↑  ”En man till påseende”. Musikverket. http://calmview.musikverk.se/CalmView/Record.aspx?src=CalmView.Performance&id=PERF22111&pos=52. Läst 8 april 2016.
35. ↑  ”Moderskärlek”. Musikverket. http://calmview.musikverk.se/CalmView/Record.aspx?src=CalmView.Performance&id=PERF22101&pos=56. Läst 8 april 2016.
36. ↑  ”Lidelser”. Musikverket. http://calmview.musikverk.se/CalmView/Record.aspx?src=CalmView.Performance&id=PERF22104&pos=58. Läst 8 april 2016.
37. ↑  ”Madame ordnar allt”. Musikverket. http://calmview.musikverk.se/CalmView/Record.aspx?src=CalmView.Performance&id=PERF22105&pos=59. Läst 8 april 2016.
38. ↑  Bo Bergman (23 oktober 1931). ”Köpenick-kaptenen på Vasateatern”. Dagens Nyheter:  s. 5. https://arkivet.dn.se/sok/?searchTerm=&fromPublicationDate=1931-10-31&toPublicationDate=1931-10-31. Läst 27 augusti 2015.
39. ↑  ”Mammas förflutna”. Musikverket. http://calmview.musikverk.se/CalmView/Record.aspx?src=CalmView.Performance&id=PERF14405&pos=347. Läst 11 juli 2015.
40. ↑  Rq (22 november 1931). ”Tre lördagspremiärer: 'Mammas förflutna' på Vasateatern”. Dagens Nyheter:  s. 4. http://arkivet.dn.se/arkivet/tidning/1931-11-22/318/4. Läst 27 augusti 2015.
41. ↑  Bo Bergman (15 april 1932). ”Frihetsligan”. Dagens Nyheter:  s. 14. http://arkivet.dn.se/arkivet/tidning/1932-04-15/101/14. Läst 27 augusti 2015.
42. ↑  ”Till Hollywood”. Musikverket. http://calmview.musikverk.se/CalmView/Record.aspx?src=CalmView.Performance&id=PERF14581&pos=350. Läst 11 juli 2015.
43. ↑  Från Stockholms teatrar i Ord och Bild: illustrerad månadsskrift (1935) s. 124
44. ↑  Bo Bergman (16 januari 1935). ”'Processen Bennet' på Blancheteatern”. Dagens Nyheter:  s. 10. http://arkivet.dn.se/arkivet/tidning/1935-01-16/15/10. Läst 8 januari 2016.
45. ↑  ”Familjen Cantrell”. Musikverket. http://calmview.musikverk.se/CalmView/Record.aspx?src=CalmView.Performance&id=PERF22088&pos=84. Läst 11 april 2016.
46. ↑  ”Bizarr musik”. Musikverket. http://calmview.musikverk.se/CalmView/Record.aspx?src=CalmView.Performance&id=PERF22089&pos=85. Läst 11 april 2016.
47. ↑  ”Han, Hon och Han”. Musikverket. http://calmview.musikverk.se/CalmView/Record.aspx?src=CalmView.Performance&id=PERF22090&pos=86. Läst 11 april 2016.
48. ↑  ”Härmed hava vi nöjet...”. Musikverket. http://calmview.musikverk.se/CalmView/Record.aspx?src=CalmView.Performance&id=PERF22198&pos=87. Läst 11 april 2016.
49. ↑  Från Stockholms teatrar i Ord och Bild: illustrerad månadsskrift (1936) sid. 126
50. ↑  Bo Bergman (18 januari 1936). ”'Bättre mans barn' på Blancheteatern”. Dagens Nyheter:  s. 28. http://arkivet.dn.se/arkivet/tidning/1936-01-18/16/28. Läst 16 april 2016.
51. ↑  ”Teater Musik Film: Vasan i kväll”. Dagens Nyheter:  s. 10. 7 maj 1936. http://arkivet.dn.se/arkivet/tidning/1936-05-07/123/10. Läst 16 april 2016.
52. ↑  ”Måste”. Musikverket. http://calmview.musikverk.se/CalmView/Record.aspx?src=CalmView.Performance&id=PERF22202&pos=91. Läst 18 april 2016.
53. ↑  Oscar Rydquist (4 maj 1936). ”Vasateaterns premiär”. Dagens Nyheter:  s. 9. https://arkivet.dn.se/sok/?searchTerm=&fromPublicationDate=1936-05-04&toPublicationDate=1936-05-04. Läst 16 april 2016.
54. ↑  Bo Bergman (16 maj 1936). ”Två teaterpremiärer”. Dagens Nyheter:  s. 4. http://arkivet.dn.se/arkivet/tidning/1936-05-16/132/4. Läst 27 augusti 2015.
55. ↑  Teateråret 1936 i Svenska Dagbladets Årsbok – händelserna 1936 (1937) s. 195
56. ↑  ”Getingboet”. Musikverket. http://calmview.musikverk.se/CalmView/Record.aspx?src=CalmView.Performance&id=PERF22206&pos=95. Läst 19 april 2016.
57. ↑  ”De oskyldiga”. Musikverket. http://calmview.musikverk.se/CalmView/Record.aspx?src=CalmView.Performance&id=PERF22076&pos=96. Läst 19 april 2016.
58. ↑  ”En dotter av Kina”. Musikverket. http://calmview.musikverk.se/CalmView/Record.aspx?src=CalmView.Performance&id=PERF22207&pos=97. Läst 19 april 2016.
59. ↑  ”Teater Musik Film: Oscarspremiären”. Dagens Nyheter:  s. 10. 24 februari 1938. http://arkivet.dn.se/arkivet/tidning/1938-02-24/53/10. Läst 13 januari 2016.
60. ↑  Bo Bergman (26 februari 1938). ”'George and Margaret' på Oscarsteatern”. Dagens Nyheter:  s. 1. http://arkivet.dn.se/arkivet/tidning/1938-02-26/55/1. Läst 13 januari 2016.
61. ↑  Oscar Rydqvist (18 oktober 1942). ”Dramatikerstudion”. Dagens Nyheter:  s. 15. http://arkivet.dn.se/arkivet/tidning/1942-10-18/283/15. Läst 27 mars 2016.
62. ↑  Petterson, Hjördis; Kretz Inga Maria (1983). Rosor & ruiner. Stockholm: Prisma. sid. 100. Libris 7407145. ISBN 91-518-1680-6
63. ↑  ”Det ljusnar vid 7-tiden”. Musikverket. http://calmview.musikverk.se/CalmView/Record.aspx?src=CalmView.Performance&id=PERF22222&pos=127. Läst 22 april 2016.
64. ↑  Sten af Geijerstam (6 april 1944). ”'Arsenik och gamla spetsar' åter på Oscarsteatern”. Dagens Nyheter:  s. 10. http://arkivet.dn.se/arkivet/tidning/1944-04-06/94/10. Läst 12 maj 2016.
65. ↑  ”Det evigt manliga”. Musikverket. http://calmview.musikverk.se/CalmView/Record.aspx?src=CalmView.Performance&id=PERF22225&pos=131. Läst 24 april 2016.
66. ↑  ”Den obevingade segern”. Musikverket. http://calmview.musikverk.se/CalmView/Record.aspx?src=CalmView.Performance&id=PERF22226&pos=132. Läst 24 april 2016.
67. ↑  ”Cocktails”. Musikverket. http://calmview.musikverk.se/CalmView/Record.aspx?src=CalmView.Performance&id=PERF22227&pos=133. Läst 24 april 2016.
68. ↑  ”Mister Ernest”. Musikverket. http://calmview.musikverk.se/CalmView/Record.aspx?src=CalmView.Performance&id=PERF18890&pos=137. Läst 24 april 2016.
69. ↑  ”Solfjädern”. Musikverket. http://calmview.musikverk.se/CalmView/Record.aspx?src=CalmView.Performance&id=PERF14161&pos=446. Läst 5 maj 2016.
70. ↑  ”Kärlekens komedi”. Musikverket. http://calmview.musikverk.se/CalmView/Record.aspx?src=CalmView.Performance&id=PERF14122&pos=447. Läst 5 maj 2016.
71. ↑  ”Maskerad”. Musikverket. http://calmview.musikverk.se/CalmView/Record.aspx?src=CalmView.Performance&id=PERF14153&pos=450. Läst 5 maj 2016.
72. 1 2  ”Inte för er, mina damer”. Musikverket. http://calmview.musikverk.se/CalmView/Record.aspx?src=CalmView.Performance&id=PERF14109&pos=453. Läst 4 maj 2016.
73. ↑  ”Harvey”. Musikverket. http://calmview.musikverk.se/CalmView/Record.aspx?src=CalmView.Performance&id=PERF14110&pos=454. Läst 5 maj 2016.
74. ↑  ”Dafne”. Musikverket. http://calmview.musikverk.se/CalmView/Record.aspx?src=CalmView.Performance&id=PERF14095&pos=455. Läst 4 maj 2016.
75. ↑  ”Ungkarlsmamman”. Musikverket. http://calmview.musikverk.se/CalmView/Record.aspx?src=CalmView.Performance&id=PERF14166&pos=456. Läst 4 maj 2016.
76. ↑  ”Skaffa mig en våning”. Musikverket. http://calmview.musikverk.se/CalmView/Record.aspx?src=CalmView.Performance&id=PERF14160&pos=457. Läst 4 maj 2016.
77. ↑  ”Gigi”. Musik- och Teaterbiblioteket. https://calmview.musikverk.se/CalmView/Record.aspx?src=CalmView.Performance&id=PERF14184&pos=841. Läst 12 juli 2025.
78. ↑  Ebbe Linde (25 april 1952). ”'Gigi' på Nyan”. Dagens Nyheter:  s. 12. https://arkivet.dn.se/tidning/1952-04-25/11161-112/12. Läst 12 juli 2025.
79. ↑  ”Teaterannons”. Dagens Nyheter:  s. 22. 3 september 1955. http://arkivet.dn.se/arkivet/tidning/1955-09-03/238/22. Läst 10 mars 2016.
80. ↑  ”Radioprogrammet”. Dagens Nyheter:  s. 14. 7 juli 1951. https://arkivet.dn.se/tidning/1951-07-07/179/14. Läst 19 december 2021.
81. ↑  ”Radioprogrammet”. Dagens Nyheter:  s. 30. 28 november 1953. https://arkivet.dn.se/tidning/1953-11-28/323/30. Läst 19 december 2021.